# Нанибика
Нанибика — село Гумбетовского района Дагестана Россия. Входит в Аргванинский сельсовет.

## Географическое положение
Село расположено на территории Бабаюртовского района в 7 км к востоку от села Бабаюрт.

## История
Образовано как кутан колхоза Коммунизм Гумбетовского района.

## Население
| 1959 | 2002 | 2010 | 2021 |
| ---- | ---- | ---- | ---- |
| 116  | ↗503 | ↘494 | ↗504 |